# CBLB502
CBLB502는 미국 바이오벤처인 클레블랜드바이오랩스가 개발한 신약이다. 방사능 노출로 인한 세포사를 막아준다. 이 물질은 특정 미생물에 있는 항산화 및 생리활성 물질을 추출한 것으로서, 체르노빌 원전 사고현장에 투입된 소방관들이 노출된 방사선량과 비슷한 정도를 원숭이에 노출시킨 후 이 물질을 투여한 결과 67%가 살아남고, 이 물질을 투여하지 않은 원숭이는 생존률이 25%에 그친 것으로 나타났다. 약 150명의 사람을 대상으로 한 임상시험이 이뤄졌으며, 2012년말까지 FDA 판매승인을 신청한다는 게 개발업체의 목표다.

## 같이 보기
- 다이노코쿠스 라디오듀런스